# Football Club Esperia Viareggio 2009-2010
Questa voce raccoglie le informazioni riguardanti il Football Club Esperia Viareggio nelle competizioni ufficiali della stagione 2009-2010.

## Stagione
La città è silenziosa e non è una estate piena di gioia come le altre. Anzi sofferenza, tristezza ed incredulità avvolgono tutto per quanto è accaduto nella zona della stazione ferroviaria. Ma bisogna andare avanti. Dinelli ed il suo staff non ha ancora smaltito la mancata promozione.
Si viene a sapere che ci sono posti a disposizione per allargamento degli organici in Lega Pro Prima Divisione (la ex Serie C, III Livello).
I criteri della scelta:
- numero medio di spettatori;
- la storia sportiva ed il bilancio (solidità economica);
- il risultato in campionato.

Il Viareggio presenta richiesta di ripescaggio. Il 27 luglio, la FIGC accoglie la domanda: i bianconeri sono in Serie C (III livello), dopo 35 anni (1974), anche se a tavolino. 
La rosa del Viareggio è fatta da giovani e da Reccolani, Fiale, Pizza, Carnesalini e Fommei. Ci sono squadre con budget nettamente superiore. Aglietti era passato alle giovanili della Sampdoria, Gazzoli chiama in panchina Leonardo Rossi. Soprattutto l'attacco segna con il contagocce: è il tallone d'achille della squadra. Le Zebre lottano fino all'ultima giornata, ma non si possono sottrarre dai play-out con la Paganese. È un doppio pareggio per 1-1, il Viareggio si salva per migliore classifica.

## Rosa
| N. |                   | Ruolo | Calciatore          |
| -- | ----------------- | ----- | ------------------- |
|    | Italia (bandiera) | C     | Luca Anzilotti      |
|    | Italia (bandiera) | D     | Samuele Barsotti    |
|    | Italia (bandiera) | D     | Maikol Benassi      |
|    | Italia (bandiera) | C     | Michael Brini Ferri |
|    | Italia (bandiera) | D     | Andrea Briotti      |
|    | Italia (bandiera) | D     | Sergio Carnesalini  |
|    | Italia (bandiera) | A     | Luigi Castaldo      |
|    | Italia (bandiera) | A     | Salvatore Caturano  |
|    | Italia (bandiera) | C     | Giuseppe Costantino |
|    | Italia (bandiera) | C     | Alessio Cristiani   |
|    | Italia (bandiera) | C     | Tommaso Davini      |
|    | Italia (bandiera) | A     | Umberto Eusepi      |
|    | Italia (bandiera) | D     | Roberto Falivena    |

| N. |                   | Ruolo | Calciatore         |
| -- | ----------------- | ----- | ------------------ |
|    | Italia (bandiera) | D     | Nicola Ferrari     |
|    | Italia (bandiera) | D     | Lorenzo Fiale      |
|    | Italia (bandiera) | C     | Valerio Fommei     |
|    | Italia (bandiera) | A     | Mirko Guadalupi    |
|    | Italia (bandiera) | C     | Matteo Mandorlini  |
|    | Italia (bandiera) | A     | Tommaso Marolda    |
|    | Italia (bandiera) | C     | Mirko Martucci     |
|    | Italia (bandiera) | D     | Giacomo Menichetti |
|    | Italia (bandiera) | D     | Aniello Panariello |
|    | Italia (bandiera) | C     | Samuele Pizza      |
|    | Italia (bandiera) | P     | Nicola Ravaglia    |
|    | Italia (bandiera) | C     | Alberto Reccolani  |
|    | Italia (bandiera) | C     | Giovanni Taormina  |

## Risultati

### Play-out
Partite
| Pagani 23 maggio 2010, ore 16:00 CEST andata                                           | Paganese   | 1 – 1    | Viareggio | Stadio Marcello Torre |
| \| \| \| \| \| Ibekwe \| Marcatori \| Caturano \| \| Palumbo \| Allenatori \| Rossi \| |            |          |           |                       |
|                                                                                        |            |          |           |                       |
| Ibekwe                                                                                 | Marcatori  | Caturano |           |                       |
| Palumbo                                                                                | Allenatori | Rossi    |           |                       |

| Livorno 30 maggio 2010, ore 16:00 CEST ritorno                                          | Viareggio  | 1 – 1   | Paganese | Stadio Armando Picchi |
| \| \| \| \| \| Guadalupi \| Marcatori \| Ibekwe \| \| Rossi \| Allenatori \| Palumbo \| |            |         |          |                       |
|                                                                                         |            |         |          |                       |
| Guadalupi                                                                               | Marcatori  | Ibekwe  |          |                       |
| Rossi                                                                                   | Allenatori | Palumbo |          |                       |